# La Guerre des mondes (téléfilm, 2005)
Pour les articles homonymes, voir La Guerre des mondes (homonymie).
Série
La Guerre des Mondes 2 : La Prochaine Vague
(2008)
Pour plus de détails, voir Fiche technique et Distribution.
La Guerre des mondes (titre original : H.G. Wells's War of the Worlds) est un téléfilm américain réalisé par David Michael Latt, sorti directement en vidéo en 2005, adapté du roman homonyme de H. G. Wells. Ce film est un mockbuster de La Guerre des mondes, superproduction homonyme de Steven Spielberg, sortie la même année.

## Synopsis
L'astronome George Herbert est séparé de sa famille lors d'une invasion d'extraterrestres. Il va essayer de sauver sa famille de cette invasion.

## Fiche technique
- Titre : La Guerre des mondes
- Titre original : H.G. Wells's War of the Worlds
- Réalisation : David Michael Latt
- Sociétés de production : The Asylum
- Musique : Ralph Rieckermann
- Montage : David Michael Latt
- Costumes : Amanda Barton
- Pays d'origine :  États-Unis
- Langue de tournage : anglais
- Format : couleurs
- Genres : Aventure, Horreur, Science-fiction
- Durée : 90 minutes
- Dates de sortie : 
  -  États-Unis : 28 juin 2005

## Distribution
- C. Thomas Howell : George Herbert
- Jake Busey : le lieutenant Samuelson
- Peter Greene : Matt Herbert
- Andrew Lauer (en) : le sergent Kerry Williams
- Tinarie Van Wyk-Loots (en) : Felicity Herbert
- Rhett Giles : le pasteur Victor
- Dashiell Howell : Alex Herbert
- Edward DeRuiter : Max

## Production

### Lieux de tournage
Le film a été tourné en Californie : au Castaic Lake, à Oxnard, à Burbank, au Desert Center, à Indio, à Los Angeles, à Agua Dulce et à Encino.

## Autour du film
Sorti directement en DVD, comme la version de Timothy Hines, cette histoire inédite de La Guerre des mondes se déroule de nos jours. Les tripodes de Wells ont été remplacés par des scarabées. Le film n'a pas été réalisé avec un budget colossal comme celui de Steven Spielberg.
Ce film a été classé R (Interdit aux moins de 16 ans) aux États-Unis car le réalisateur et le studio The Asylum visaient à faire un film d'horreur.

### Suite
Ce film a fait l'objet d'une suite, aussi sortie directement en DVD, en 2008 et réalisée par C. Thomas Howell : La Guerre des mondes 2 (War of the Worlds 2: the next wave).